# 常茂生物化學工程
常茂生物化學工程股份有限公司，簡稱常茂生物化學工程股份，以及常茂生物化學工程（英語：Changmao Biochemical Engineering Company Limited，港交所：0954），於1992年由芮新生（董事長及總經理）於江蘇常州新北区长江北路1228号（總部）創立，前身為「常茂生物化學工程有限公司」。
現時業務在國內和全球經營生产、销售四碳系列高品质有机酸及其盐类食品添加剂。以「常茂牌」作為主要品牌。招股價為0.55港元，發行新股為1.67億H股，集資額為0.92億港元，股份則在2002年6月28日於港交所創業板上市，當時代碼為8208.HK。
再在2013年6月28日，轉為主板上市。

## 連結
- CMBEC.com （页面存档备份，存于）